# 朝日ウィークリー
朝日ウィークリー（あさひウィークリー）は、朝日新聞社が刊行している英語学習者向けの週刊英和新聞。毎週金曜日の発行で、定価は一部270円。
英語のニュース記事の他、映画や外国生活、オピニオンなど、英語学習者の関心を引く内容となっており、語句には注釈が付いているため、学習者はこれを頼りに英語表現を増やしたり、英文を読み進めたりできる。
ジャパンタイムズ刊行の週刊STも同様の内容であるためライバルではあるが、ジャパンタイムズが朝日新聞社（愛知県・岐阜県・三重県では中日新聞社）の流通網を利用しているため、日本のほとんどの地域では同じ系列で2種類の英語学習紙が流通していることになる。
朝日新聞社は長年日刊紙「朝日イブニングニュース→ヘラルド朝日」（インターナショナル・ヘラルド・トリビューン提携）を発行していたが、日刊英字新聞を紙媒体からインターネット「asahi.com」「朝日新聞デジタル」（2011年5月創刊）に特化するために廃止された（ただし、「インターナショナル・ヘラルド・トリビューン」は、2013年3月にジャパンタイムズへの統合後も、日本での販売・印刷は朝日新聞社に委託して継続中）ため事実上、朝日新聞が直営する唯一の英字新聞となった。
2011年5月2日より、朝日ウィークリーの紙面をiPhone向けに配信する英語学習アプリ『AWS(Asahi Weekly Select)mobile』の提供が開始された。購読料は月額350円。